# Viaje de Inanna a los Infiernos

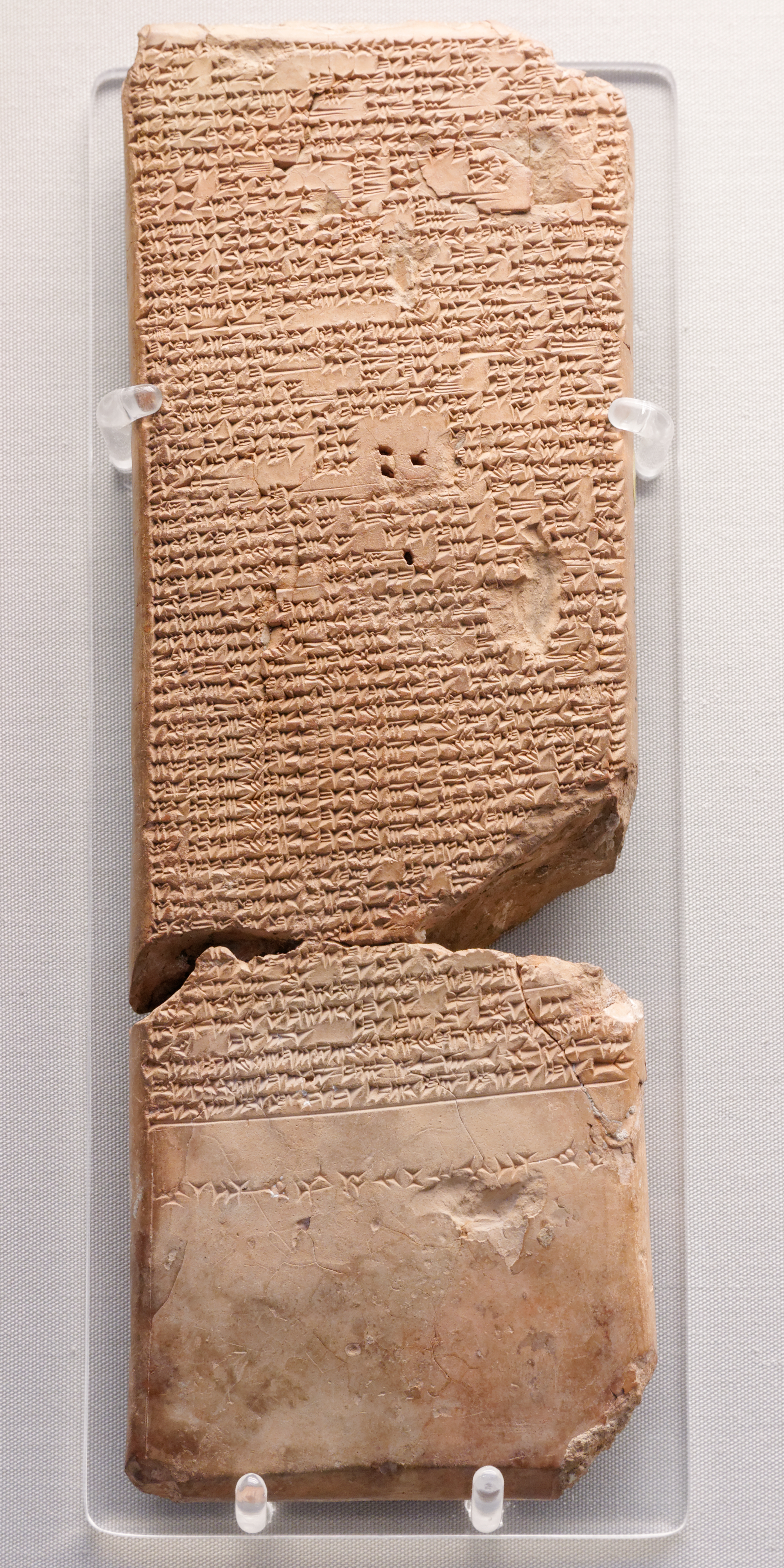
Versión acadia del Descenso de Ishtar a los infiernos

El Viaje de Inanna a los Infiernos o Descenso de Ishtar al Inframundo (en su versión acadia) o Angalta «Desde el gran cielo» es un mito sumerio que narra el descenso de la diosa Inanna (Ishtar en acadio) al Irkalla o Erkalla (Inframundo) con el fin para derrocar a su dirigente –un asalto al infierno–, su hermana Ereshkigal, la «Reina de la Muerte». Sin embargo, tras despojar a Ishtar de sus adornos, muere y su cadáver queda suspendido de un clavo. Enki interviene indirectamente, devolviéndole la vida. Como requisito para su viaje de retorno, debe entregar a otro ser humano vivo a cambio de su libertad para ser reemplazada en el Inframundo. Elige a Dumuzi, su esposo, que es llevado abruptamente y sin contemplaciones al Infierno. En respuesta a las súplicas de su hermana, Geshtinanna. La suerte del infortunado marido mejorará: solo permanecerá en el Inframundo una parte del año y posteriormente será sustituido por su hermana durante la otra parte del mismo tiempo –versión acadia–. No dista mucho de la versión sumeria, con la variante de la historia del descenso de Inanna al Irkalla con motivo de la muerte de su esposo Dumuzi.
Este mito es conocido en dos versiones diferentes: una sumeria y otra acadia, datada en el siglo XIV a. C. y hallazgos paleobabilónicos. Esta última fue descubierta y traducida por primera vez en la década de 1860. Respecto a la versión sumeria, más larga y antigua, se conoció a principios del siglo XX, pero los epigrafistas tardaron alrededor de cincuenta años en reconstruirla y traducirla en su totalidad.
La historia del poema constituye uno de los principales aportes de la cultura mesopotámica, por la relación de los personajes y trama desarrollada. Que marcó hasta tal punto que encontraron huellas de él en Grecia, Fenicia y el Antiguo Testamento. En el siglo XX, esta historia fue utilizada por ciertos teóricos del psicoanálisis para ilustrar algunos mecanismos psíquicos.